# 자은 한운, 둔장 독살
자은 한운, 둔장 독살은 전라남도 신안군 자은면에 있다. 2009년 12월 16일 신안군의 향토유적 제32호로 지정되었다.

## 개요
밀물과 썰물의 조석간만의 차를 이용하는 전통적인 고기잡이 방식인 돌그물이 한운, 둔장마을에 남아있다